# Nannastacus erinaceus
Nannastacus erinaceus är en kräftdjursart som beskrevs av John Todd Zimmer 1913. Nannastacus erinaceus ingår i släktet Nannastacus och familjen Nannastacidae. Inga underarter finns listade i Catalogue of Life.